# Tipula (Lunatipula) jaroslavi
Tipula (Lunatipula) jaroslavi is een tweevleugelige uit de familie langpootmuggen (Tipulidae). De soort komt voor in het Palearctisch gebied.